# الفدي والهدي

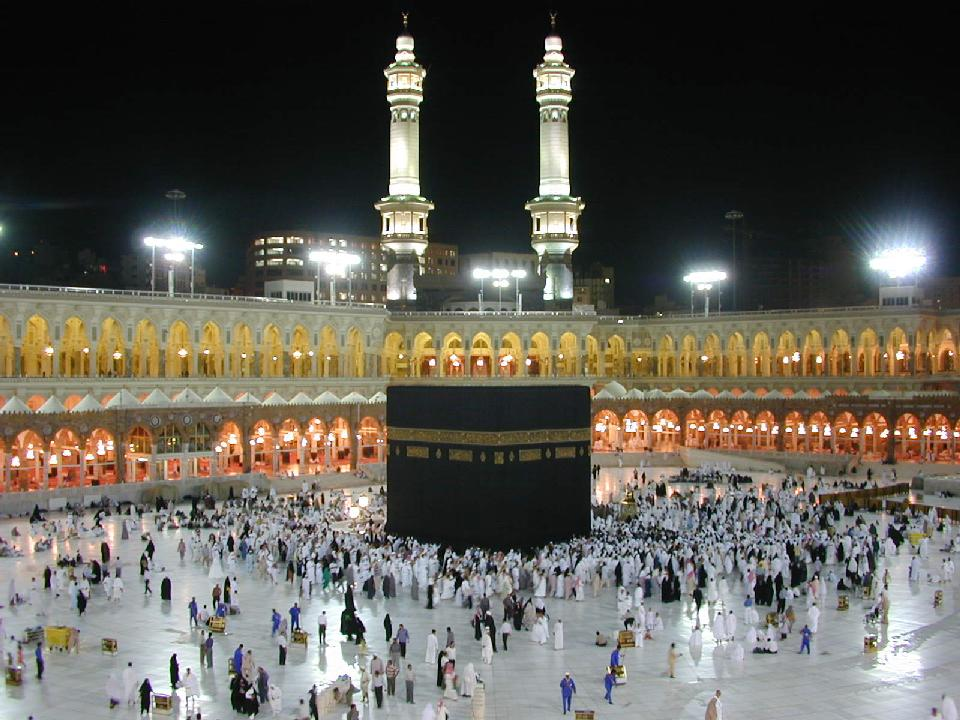

الفدي والهدي في الحج

## الفرق بينهما
الفرق بين الهدي والفدي هو أن الهدي يكون بسبب القران أو التمتع ، والفدي يكون بسبب ارتكاب محظور من محظورات الإحرام، والهدي يجوز الأكل منه ،والفدي لا يجوز الأكل منه ، وإذا أكل منه غَرِم ما أكل قل أو كثر .

## أحكام فيهما
- يجوز للمرأة أن تباشر نحر هديها بنفسها كالرجل ، ويجوز أن تنحر ولو كانت حائضاً أو نفساء .
- الصبي الحاج المتمتع أو القارن حكمه حكم الرجل البالغ في الهدي ، ومثله الجارية. اما المفرد
- الدم الواجب لترك نسك كالحلق لعِلَّة ، والإحصار ، وقتل الصيد إذا لم يكن له مماثل نحوه فيه شاة ،

ومن لم يجد صام ثلاثة أيام في الحج وسبعة إذا رجع إلى أهله ، قال تعالى: ((... فَمَن لَّمْ يَجِدْ فَصِيَامُ ثَلاثَةِ أَيَّامٍ فِي الْحَجِّ وَسَبْعَةٍ إِذَا رَجَعْتُمْ تِلْكَ عَشَرَةٌ كَامِلَةٌ ...))196البقرة
يصوم اليوم الخامس والسادس والسابع ، أو يصوم اليوم السادس والسابع والثامن
أو يصوم اليوم الحادي عشر والثاني عشر والثالث عشر.
- الفدية التحقيق فيها أنها على التخيير ، ويرتب على حسب ما جاء في النص :

يذبح شاة ويوزعها على فقراء الحرم ، فإن لم يستطع يصوم ثلاثة أيام ،
فإن لم يستطع فإطعام ستة مساكين ، ومن لم يجد فلا شيء عليه .
- أن الهدي واجب من واجبات الحج على المتمتع والقارن بالإجماع بدلالة الكتاب والسنة .
- الهدي يكون من بهيمة الأنعام (الإبل – البقر – الغنم) كالأضحية سواءً بسواء .
- لابد أن يذبح الهدي في حدود الحرم في أي مكان منه . والسُّنة أن يأكل من هديه .
- الإبل والبقر تجزئ عن سبعة ، والشاة عن واحد .
- يجزئ التوكيل في الهدي ، وهو أن يوكل غيره بذبح الهدي عنه، أو إعطاء ما يسمى في هذا الزمان الشركات والمؤسسات .